# Kanton Saint-Étienne-de-Montluc
Saint-Étienne-de-Montluc is een voormalig kanton van het Franse departement Loire-Atlantique. Het kanton maakte deel uit van het arrondissement Nantes. Het werd opgeheven bij decreet van februari 2014 met uitwerking op 22 maart 2015.

## Gemeenten
Het kanton Saint-Étienne-de-Montluc omvatte de volgende gemeenten:
- Cordemais
- Couëron
- Le Temple-de-Bretagne
- Saint-Étienne-de-Montluc (hoofdplaats)
- Vigneux-de-Bretagne